# 塔卡尼克
塔卡尼克（英語：Taghkanic）是位于美国纽约州哥伦比亚县的一个镇，地处哥伦比亚县中南部，建于1803年。2010年美国人口普查时，该镇有1310人。
塔卡尼克溪流经该镇北部。塔科尼克山脉则位于该镇东部。